# Pindad P1
PINDAD P1 — индонезийский самозарядный пистолет. Первый образец серийного пистолета индонезийского производства.

## История
В 1923 году в город Бандунг на острове Ява было перемещено голландское военное предприятие "Artillerie Constructie Winkel" (ранее находившееся в городе Сурабая). В ходе боевых действий второй мировой войны и японской оккупации Индонезии предприятие пострадало, но в дальнейшем было восстановлено и возобновило работу.
После окончания в декабре 1949 года войны за независимость Индонезии, 29 апреля 1950 года голландская администрация официально передала завод властям Индонезии, после чего предприятие получило новое название - "Pabrik Seniara dan Munisi" и завод начал ремонт оружия и выпуск боеприпасов для вооружённых сил Индонезии.
В том же 1950 году индонезийцами были закуплены первые образцы пистолетов Browning HP бельгийского производства.
В дальнейшем, предприятие было оснащено новым оборудованием, расширено и реорганизовано, номенклатура выпускаемой продукции увеличилась.
После ухудшения отношений и начала боевых действий с Малайзией в 1963-1965 гг. и военного переворота в 1965 году на Индонезию были наложены санкции, препятствовавшие закупке вооружения за границей, что повысило заинтересованность военно-политического руководства страны в развитии собственного производства оружия. Возможно, что решение о производстве копии пистолета было принято в конце 1960-х годов. 
В начале 1970-х годов правительство Индонезии обратилось к бельгийской компании FN Herstal с предложением купить лицензию на производство запасных частей к пистолету Browning HP. Бельгийцы не были заинтересованы в продаже лицензии, однако в Индонезии начали работы по освоению процесса изготовления пистолета и деталей к нему, и примерно в 1974 году пистолеты появились в войсках.
В 1975 году санкции против Индонезии продлили в связи с вторжением индонезийских войск в Восточный Тимор. 
В апреле 1983 года предприятие было ещё раз реконструировано (и получило новое название - PT "PINDAD"), в 1984 году началось серийное производство пистолета. Однако в связи с международными санкциями против Индонезии (запрещавшими экспорт оружия индонезийского производства) объёмы их выпуска были незначительными.
Позднее было освоено производство копии более современного варианта FN HP-DA, однако в условиях начавшегося летом 1997 года в Юго-Восточной Азии экономического кризиса в 1999 году предприятие оказалось на грани банкротства, почти все рабочие были уволены. В дальнейшем было принято решение переориентировать завод на выпуск более простого оружия - копии бразильского пистолета Taurus PT-57 под патрон 7,65 × 17 мм (которые начали выпускать под названием PINDAD P3) и копии американского револьвера Smith & Wesson Model 10 под патрон .38 Special.

## Общие сведения
Пистолет PINDAD P1 представляет собой конструктивный аналог бельгийского пистолета Browning HP образца 1935 года, от которого отличается маркировкой (надпись "Pabrik Senjata Ringan Pindad" на кожухе-затворе и шестизначный серийный номер) и технологией производства (адаптированной к имевшемуся оборудованию).

## Варианты и модификации
- PINDAD P1 — копия бельгийского Browning HP обр. 1935 года с 13-зарядным магазином, воронением стальных деталей, пластмассовыми накладками на рукоять и кольцом-антабкой для крепления страховочного ремешка на основании рукояти[2], всего до 1995 года выпущено 30 тысяч для вооружённых сил Индонезии[1], в дальнейшем они не производились[3].
- PINDAD P2 — копия модели FN HP-DA 1980-х годов с 14-зарядным магазином (выпущено около 2 тысяч пистолетов)[3].

## Страны-эксплуатанты
- Индонезия[1][2] - вооружённые силы Индонезии[3]; использовались в войсках вместе с пистолетами других систем (так, в середине 2000-х годов на вооружении подразделений специального назначения Индонезии вместе с ними продолжали использовать пистолеты Walther PPK, сохранившиеся Browning HP бельгийского производства, полученные по программе военной помощи из США Colt M1911A1 и некоторое количество более современных пистолетов SIG Sauer P220)[5].